# Acco albipuncta
Acco albipuncta là một loài bướm đêm thuộc họ Erebidae. Loài này được Rob de Vos và Henricus Jacobus Gerardus van Mastrigt mô tả năm 2007. Loài này có ở Tây New Guinea, Indonesia.